# Novy Sverzjan
Novy Sverzjan (belarusiska: Новы Свержань) även Novyj Sverzjen (ryska: Новый Свержень) är en by i Belarus. Huvudort i Stoŭbtsy rajon, ligger den vid sammanflödet av floden Njoman och dess vänsterbiflod Zjatseraŭka i voblasten Minsks voblast, i den centrala delen av landet, 70 km sydväst om huvudstaden Minsk. Novy Sverzjan ligger 148 meter över havet och antalet invånare är 2 200.

## Historia
Det första skriftliga omnämnandet av Sverzjan i Storfurstendömet Litauen går tillbaka till 1568. Vid Polens andra delning 1793, blev den del av det ryska imperiet. Under Napoleons ryska fälttåg 1812 utkämpades ett slag nära staden mellan ryska och franska trupper. Enligt Rigafördraget 1921 blev Świerżeń Nowy del av den polska republiken under mellankrigstiden. Hösten 1939 blev Novy Sverzhan en del av Belarusiska SSR. Från slutet av juni 1941 till början av juli 1944 var det under tysk ockupation. Under tiden 1 augusti 1941 - 31 januari 1943 dödades omkring 3 500 judar i Nowy Swierzens getto i dåvarande Generalkommissariat Weissruthenien i Rikskommissariatet Ostland.

## Natur och klimat
Terrängen runt Novy Sverzjan är huvudsakligen platt. Novy Sverzjan ligger nere i en dal. Närmaste större samhälle är Stoŭbtsy, 2,8 km norr om Novy Sverzjan.
Omgivningarna runt Novy Sverzjan är en mosaik av jordbruksmark och naturlig växtlighet. Runt Novy Sverzjan är det ganska glesbefolkat, med 24 invånare per kvadratkilometer.